# Suzanne de Dietrich
|  | Dieser Artikel wurde aufgrund von akuten inhaltlichen oder formalen Mängeln auf der Qualitätssicherungsseite des Portals Christentum eingetragen. Bitte hilf mit, die Mängel dieses Artikels zu beseitigen, und beteilige dich bitte an der Diskussion. |

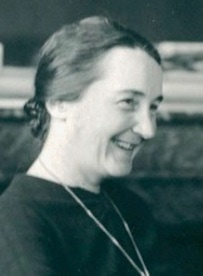
Suzanne de Dietrich in 1937.

Suzanne de Dietrich (* 29. Januar 1891 in Bad Niederbronn, Elsaß-Lothringen; † 24. Januar 1981 in Straßburg, Elsass, Frankreich) war eine protestantische Theologin elsässischer Herkunft, die sich in Bibelstudiengruppen und der Ökumenischen Bewegung engagierte.

## Leben
Suzanne de Dietrich kam am 29. Januar 1891 als Tochter des Industriellen Charles de Dietrich und seiner Frau Anne von Türcke in Niederbronn-les-Bains zur Welt. Die Familie war durch die erweckliche Frömmigkeit, die die evangelischen Pfarrer Johann Friedrich Oberlin und Tommy Fallot des Steintals (französisch: Ban de la Roche) verbreitet hatten, geprägt worden. Sie litt an einer angeborenen Gehbehinderung, die ihr das Laufen stark erschwerte. Im Jahr 1900 starb ihre Mutter und sechs Jahre später ihr Vater. Suzanne de Dietrich wurde von einer französischen Lehrerin unterrichtet und besuchte von 1907 bis 1909 das Gymnasium in Lausanne in der Romandie, der französischsprachigen Schweiz.
Nach der Matura studierte Suzanne de Dietrich Ingenieurwesen in Lausanne und machte 1913 den Studienabschluss als Diplomingenieurin. Während ihrer Studienzeit engagierte sie sich in der Association chrétienne d’étudiants (ACE) und förderte das weitgehend unbekannte gemeinsame Lesen der Bibel, indem sie Bibelstudiengruppen einführte. Im Februar 1914 nahm sie an dem Kongress der Fédération française des associations chrétiennes d’étudiants (Fédé) teil, deren Generalsekretär Charles Grauss war.
1916 wurde sie auch ein aktives Mitglied der von Charles Grauss geleiteten Bewegung Volontaires du Christ, der vor allem Studenten der Theologie angehörten. Von 1914 bis 1935 übernahm Suzanne de Dietrich in Genf das Amt des Sekretärs in der Fédération Universelle des Associations Chrétiennes d’Étudiants (FUACE), dem Allgemeinen Dachverband der Vereinigungen Christlicher Studenten. Während dieser Amtszeit förderte sie weiter das gemeinschaftliche Bibelstudium und gründete auch konfessionsübergreifende Bibelstudiengruppen. 1929 wurde sie zur Vizepräsidentin der FUACE ernannt. Zur gleichen Zeit entdeckte sie das Werk von Karl Barth, das in Frankreich durch den Pfarrer Pierre Maury (1890–1956) und die Zeitschrift Foi et Vie (deutsch: Glauben und Leben) bekannt wurde.
Im September 1939 half Suzanne de Dietrich zusammen mit Madeleine Barot beim Aufbau der Cimade (Comité inter-mouvements auprès des évacués). Die erste Aufgabe der Cimade bestand darin, die durch den Einmarsch deutscher Truppen aus Elsass-Lothringen vertriebenen Menschen materiell und geistlich zu unterstützen. Am 16. und 17. September 1941 war sie bei dem von Willem Adolf Visser ’t Hooft und Madeleine Barot einberufenen Treffen von 16 Personen in Pomeyrol anwesend, bei dem die Thèses de Pomeyrol aufgestellt wurden, die einen geistlichen Wegweiser gegen die nationalsozialistische Rassenideologie bildeten. Die Thesen von Pomeyrol stützten sich auf die deutsche evangelische Barmer Theologische Erklärung von 1934. Während der Kriegszeit schrieb Suzanne de Dietrich in Genf auch ihr Buch Le dessein de Dieu (deutsch: Was Gott mit uns vorhat), das 1945 veröffentlicht und in 13 Sprachen übersetzt wurde.
Nach dem Krieg war sie vor allem in der Ökumenischen Bewegung tätig. Sie wirkte 1946 an der Schaffung des Ökumenischen Instituts Bossey in der Nähe von Genf mit, wo sie bis 1954 mitarbeitete und auch stellvertretende Leiterin wurde. Daraufhin zog sie nach Paris, und sie war seit 1958 im Vorstand der Cimade. 1962 wurde sie Mitglied der Équipes de recherche biblique und setzte ihre Bibelstudien fort. Sie unternahm mehrere Vortragsreisen in Europa und unterrichtete in den USA und Kanada. Von mehreren europäischen und nordamerikanischen Universitäten erhielt sie einen Ehrendoktortitel in Theologie.
1979 zog sie in das Diakonissenhaus in Straßburg ein, wo sie bis zu ihrem Tod am 24. Januar 1981 lebte.

## Nachlass und Gedenken
- Suzanne de Dietrichs Nachlass befindet sich in der Universität Strassburg.[2]
- Im elsässischen Reichshoffen, Arrondissement Haguenau-Wissembourg, ist die örtliche Behindertenwerkstatt der protestantischen Stiftung Sonnenhof nach ihr benannt.[3]

## Schriften (Auswahl)
- Les paraboles: études bibliques, Paris 1922.
- Je suis la verité, Fédération française des étudiants chrétiens, Paris 1923.
- L’apôtre Paul: études bibliques, Paris 1924.
- C’était l’heure de l’offrande: Notes en marge de l’Évangile, Éditions du Semeur, 1935.
- La croix: trois meditations, Éditions du Semeur, Cahors 1941.
- Le prophète Jérémie, Fédération française des étudiants chrétiens, Paris 1941.
- Le Renouveau biblique: principes, méthodes, applications, 1945 (32 Auflagen bis 1969, zuletzt unter: hier et aujourd’hui. Tome 1: Qu’est-ce que la Bible?; Tome 2: Comment lire la Bible?, Collection Foi vivante, Delachaux & Niestlé).
  - Die Wiederentdeckung der Bibel: Grundlegung. Methodische Fragen. Praktische Anwendung, Gotthelf-Verlag, Zürich 1948.
- Le Dessein de Dieu: Itinéraire biblique, Delachaux & Niestlé, Paris 1945, 1948, 1965; Essais bibliques, 1981; Éditions du Cerf, 1992 (total 51 Auflagen).
  - God’s unfolding purpose: a guide to the study of the Bible, 1957, John Knox Press, Westminster 1960; 1974.
  - Il piano di Dio. Itinerario biblico, Borla, Torino, 1963.
  - Was Gott mit uns vorhat: Ein Wegweiser durch d. Bibel, F. Reinhardt, Basel 1967.
- L’épitre aux philippiens, Conseil protestant de la jeunesse, 1946.
  - Toward fullness of life; studies in the letter of Paul to the Philippians, 1946 und 1966.
  - Macht meine Freude vollkommen : Eine Einführung in den Philipperbrief, Kleine Kasseler Bibelhilfe, Oncken-Verlag, Kassel 1968.
- The witnessing community, the Biblical record of God’s purpose, 1952 (13 Auflagen bis 1991).
- This is a devotional study. The reader sees the history of salvation in Christ for what it truly is: something to be known and experienced, not merely understood. He worships as he reads free men, 1961 und 1964.
- Mais moi, je vous dis. Commentaire de l’Evangile de Matthieu, Editions Delachaux et Niestlé, Neuchâtel 1965.
  - The Gospel according to Matthew, 1961, John Knox Press, 1977; und 1982; Neuauflage: The Layman S Bible Commentary The Gospel According To Mathew, Volume 16, Creative Media Partners, 2024.
- Les Lettres Johanniques, Labor et Fides, 1964.
  - And he is lifted up; meditations on the Gospel of John, 1966 und 1969.
- God’s word in today’s world, 1967 und 1969.